# 古墳人
古墳人（こふんじん）とは古墳時代に日本列島に居住していた人々の総称。縄文人・弥生人に並ぶ、日本人の祖先集団であるという説が提唱されている。
金沢大学らの研究グループの提唱した説によると、以下の通りである。弥生時代以後に朝鮮半島とユーラシア大陸東部から渡来して、古墳文化を担った。在来の縄文人や弥生人と混血し、現日本人を形成していった。本州の「現代日本人」におけるゲノムにおいては約7割近くを占める。

## 概略
長らく日本人の起源を縄文人と弥生人の「二重構造」でみる説があったが、金沢大学、鳥取大学、アイルランド・ダブリン大学などの教授、研究員からなる国際共同研究グループが考古遺跡から発掘された人骨からDNAを抽出し、最新のゲノム分析を行った結果、「縄文人」「弥生人」「古墳人」は異なるゲノムであり「三重構造」であると提唱した。